# Лісничук Вадим Ярославович
Вади́м Яросла́вович Лісничу́к  — український правоохоронець, полковник поліції, начальник Академії патрульної поліції Національної поліції України (з вересня 2017), учасник російсько-української війни у 2014—2015 роках, командир добровольчого БПСМОП «Київ-1», позивний «Агроном».

## Життєпис
Народився в Чернівецькій області. За першою освітою — кухар-кулінар 5-го розряду. Навчався у НТУ «Харківський політехнічний інститут» за фахом економіста, Київському національному університеті внутрішніх справ України за фахом юриста та у 2022 році закінчив Харківський національний університет внутрішніх справ за фахом психології. Захоплювався надточною стрільбою. Будував кар'єру у рекламному бізнесі, володів рестораном і магазинами. Вегетаріанець.
Під час Революції гідності передав бізнес сестрі та мамі і поїхав у Київ, де долучився до 7-ї «Сотні Лева» Самооборони Майдану.
З початком російської збройної агресії проти України вступив до лав добровольчого батальйону міліції «Київ-1», брав участь у забезпеченні правопорядку в Києві у перші дні після Майдану, одним із перших був відряджений до зони проведення антитерористичної операції на Сході України. Брав участь у визволенні Миколаївки, Слов'янська, пройшов шлях від рядового міліції, бійця добровольчого батальйону до командира батальйону «Київ-1»: влітку 2014 призначений командиром роти, навесні 2015 — командиром батальйону.
Наприкінці 2015 пройшов навчання та підвищення кваліфікації в Національній академії внутрішніх справ.
З 1 березня 2016 — начальник Управління патрульної поліції в місті Черкаси Департаменту патрульної поліції Національної поліції України. У вересні 2016 представники 11 громадських об'єднань Черкащини підписали листа до керівництва МВС із проханням призначити на посаду начальника УМВС у Черкаській області Вадима Лісничука, надавши високу оцінку ефективності його роботі на посаді керівника черкаської патрульної поліції.
З 2 листопада 2016 — начальник Управління патрульної поліції в місті Харкові Департаменту патрульної поліції Національної поліції України. У червні 2017 харківська патрульна поліція під керівництвом Лісничука отримала 100 % рейтингу волонтерського проекту «Каратєль» за ефективністю реагування на звернення учасників проекту.
19 вересня 2017 наказом Голови Національної поліції України, за результатами відкритого конкурсного відбору, 38-річний підполковник призначений на посаду начальника новоствореної Поліцейської академії Національної поліції України, м. Київ.

## Сім'я
Розлучився у 2022 році,[джерело?] має доньку та сина..

## Нагороди
Медаль «За військову службу Україні» (02.08.2014), — за особисту мужність і героїзм, виявлені у захисті державного суверенітету та територіальної цілісності України.